# Synasellus albicastrensis
Synasellus albicastrensis is een pissebed uit de familie Asellidae. De wetenschappelijke naam van de soort is voor het eerst geldig gepubliceerd in 1960 door Braga.